# Jokijärvi (Gällivare socken, Lappland, 749402-173247)
Jokijärvi är en sjö i Gällivare kommun i Lappland och ingår i Kalixälvens huvudavrinningsområde. Sjön har en area på 0,105 kvadratkilometer och ligger 368 meter över havet. Jokijärvi ligger i Torne och Kalix älvsystem Natura 2000-område. Sjön avvattnas av vattendraget Lintujoki.

## Delavrinningsområde
Jokijärvi ingår i det delavrinningsområde (749355-173180) som SMHI kallar för Ovan Salmijoki. Medelhöjden är 395 meter över havet och ytan är 42,99 kvadratkilometer. Det finns inga avrinningsområden uppströms utan avrinningsområdet är högsta punkten. Lintujoki som avvattnar avrinningsområdet har biflödesordning 2, vilket innebär att vattnet flödar genom totalt 2 vattendrag innan det når havet efter 267 kilometer. Avrinningsområdet består mestadels av skog (75 procent) och sankmarker (22 procent). Avrinningsområdet har 1,53 kvadratkilometer vattenytor vilket ger det en sjöprocent på 3,6 procent.